# Välkommen Hero
Välkommen Hero är den svenska popgruppen Freda's andra studioalbum, släppt 1986 och återutgivet på CD 1993. Det innehåller hitlåten "Vindarna" i en version som skiljer sig från singeln. Mats Johansson var ny trummis, men originalmedlemmarna Jan och Per Nordbring medverkar på ett par låtar.

## Låtlista
Text och musik: Uno Svenningsson & Arne Johansson.
1. Ingen kan förklara
2. En dag till
3. Välkommen Hero
4. Ljusa sidan
5. Vi formas och vi lär
6. Doktorn
7. Vindarna
8. Ännu en svala
9. Somnar in
10. Drömmen är min

Bonusspår på cd (1993):
- 11. Sanningens magi
- 12. På tiden att vi träffas
- 13. Ta min plats

## Medverkande (Freda')
- Uno Svenningsson - sång, gitarr och kör
- Arne Johansson - gitarr, synth, programmering och kör
- Sam Johansson - synth, orgel och kör
- Mats Johansson - trummor, percussion och synth

## Övriga musiker
- Dan Sundquist - programmering, synth och kör
- Lars Danielsson - el- och kontrabas (1, 2, 3 och 8)
- Jerry Grimaldi - bas (4, 5 och 6)
- Per Nordbring - trummor (7 och 10)
- Jan Nordbring - bas (7 och 10)

## Listplaceringar
| Lista (1986) | Topplacering |
| ------------ | ------------ |
| Sverige      | 37           |